# 맷 사이먼
매슈 사이먼(Matthew Simon, 1986년 1월 22일 ~ )은 오스트레일리아의 전 축구 선수이다.

## 같이 보기
- K리그1의 외국인 선수 명단